# Reino de Granada (Coroa de Castela)
O Reino de Granada foi uma jurisdição territorial (ou província) da Coroa de Castela desde a sua conquista em 1492 até à divisão territorial de Espanha em 1833. Foi um dos "Quatro reinos da Andaluzia", embora frequentemente se diferenciasse nominalmente do resto da região.

## História
Após o fim da Guerra de Granada a 2 de janeiro de 1492, o antigo Reino Nacérida de Granada passou a fazer parte da Coroa de Castela. O seu símbolo, a romã (granada em castelhano), foi incorporado no escudo da Monarquia Católica e, atualmente, ainda figura no brasão de armas de Espanha. A cidade entraria em grande decadência devido à perda do seu peso político e económico, que, com o descobrimento da América, se transferiu para Sevilha, que, no século XVI, se tornou a principal cidade do sul de Espanha. Não obstante, o papel institucional de Granada continuou de grande importância, pois possuía voto nas Cortes, um privilégio só concedido a 17 cidades. A catedral de Granada foi elevada a sede de arquidiocese e, na estrutura judicial, só era igualada por Valladolid, acolhendo a Real Chancelaria de Granada, que tinha jurisdição sobre toda a metade sul do coroa castelhana.
Os problemas de integração — religiosos e étnicos, embora com uma clara ênfase nas peculiaridades socioeconómicas — dos mouriscos (cristãos-novos, conversos ex-muçulmanos) com a população cristã-velha, que passou a ser socialmente dominante, culminaram na Rebelião das Alpujarras (1568–1571), que foi duramente reprimida e provocou a dispersão dos mouriscos pelo interior de Castela. O ponto final da presença mourisca em Espanha foi a expulsão definitiva e total ocorrida em 1609. A grande maioria dos que foram expulsos permanentemente se estabeleceram nas regiões ocidentais do Império Otomano e no Reino de Marrocos. 
Do ponto de vista jurisdicional, o território do reino de Granada tanto era realengo (jurisdição direta da coroa) como senhorial. Entre os senhorios, todos laicos, os mais destacados foram os pertencentes às casas de Alba, Arcos, Carpio, Cenete, Medina Sidonia, Velez, Vilhena e Infantado, bem como ao estado e casa de Baza, aos estados  de Çehel das Alpujarras, Órgiva, Bacares, Marchena e o senhorio de Armuña, além de muitos outros mais pequenos.
Em 1833, depois de 341 de existência, o Real Decreto de 30 de novembro extinguiu o reino de Granada e instituiu a atual província de Granada, formado juntando as localidades do reino homónimo, exceto as que integraram as províncias de Almeria, Málaga, Jaén e Cádis.